# Marcha de Trendelenburg
La marcha de Trendelenburg, descrita por primera vez por Friedrich Trendelenburg en 1895, es un patrón anormal de la marcha humana causado por la incapacidad de mantener la pelvis nivelada al estar de pie sobre una sola pierna. Esto se debe a la debilidad o funcionamiento ineficaz de los músculos glúteo medio y glúteo menor.
Gandbhir y Rayi señalan que la acción biomecánica involucrada corresponde a una palanca de tercer grado, en la cual el peso del miembro inferior actúa como la resistencia o carga, la articulación de la cadera actúa como el fulcro o punto de apoyo, y los glúteos laterales, que se insertan en la superficie anterolateral del trocánter mayor del fémur, proporcionan el esfuerzo.
Por tanto, las causas de esta marcha pueden clasificarse sistemáticamente como fallos de este sistema de palanca en diferentes puntos.

## Signos y síntomas
Durante la fase de apoyo, o al estar de pie sobre una sola pierna, los músculos abductores debilitados (glúteo medio y glúteo menor) en el lado de la pierna de apoyo permiten que la cadera opuesta se hunda. Para compensar, el tronco se inclina bruscamente hacia el lado debilitado con el fin de mantener el centro de gravedad sobre la pierna de apoyo. Esto produce una marcha característica en «balanceo» tipo pato.
La marcha de Trendelenburg puede ser bilateral o unilateral. Si, al estar de pie sobre la pierna derecha, la cadera izquierda desciende, se considera un signo de Trendelenburg positivo en el lado derecho (el lado opuesto desciende porque los abductores de la cadera derecha no estabilizan la pelvis para evitar el hundimiento).
Cuando el paciente camina, si balancea su cuerpo hacia la derecha para compensar la caída de la cadera izquierda, presenta una marcha de Trendelenburg compensada. En este caso, el paciente muestra una inclinación excesiva, en la que el tronco se desplaza bruscamente hacia la derecha para mantener el centro de gravedad sobre la pierna de apoyo.

## Causas
La marcha de Trendelenburg se debe a la debilidad o funcionamiento ineficaz de los músculos abductores del miembro inferior, es decir, el glúteo medio y el glúteo menor.
Entre las causas específicas se incluyen:
- Daño en el nervio motor que inerva los músculos glúteos laterales (glúteo medio y menor)
  - Poliomielitis que afecte a la raíz nerviosa L5 (también puede observarse pie caído ya que L5 inerva el músculo tibial anterior).[1]
  - Daño en el nervio glúteo superior.
- Debilidad temporal o permanente de los glúteos laterales.
  - Tendinitis.
  - Traumatismo penetrante.
  - Infección o absceso – ya sea por vía sanguínea, postraumático o posquirúrgico.
- Acción ineficaz (palanca insuficiente) de los glúteos laterales.
  - Avulsión del trocánter mayor.
  - Fractura o falta de consolidación del cuello femoral.
  - Coxa vara (el ángulo entre el cuello y la diáfisis del fémur es menor de 120 grados)
- Daño en la articulación de la cadera (el punto de apoyo); luxación o displasia de cadera crónica o del desarrollo
  - Necrosis avascular.
  - Síndrome de Legg-Calvé-Perthes.
  - Displasia del desarrollo.
  - Infección crónica.
  - Luxación traumática no corregida.

## Tratamiento
El tratamiento se dirige a la causa subyacente. Además, se utilizan la bio-realimentación y la fisioterapia para fortalecer los músculos.